# Karol Chmel
Karol Chmel (Zólyom, Csehszlovákia, 1953. október 6. –) szlovák költő, műfordító, újságíró.

## Élete
1978-ban végzett a pozsonyi Comenius Egyetem Bölcsészettudományi Karának Felnőttképzési és Andragógiai Tanszékén. Számos munkahelyet és szakmát kipróbált (vezető, hivatalnok, pszichiáter, művészeti terapeuta, oktató, szerkesztő). Zólyomban, Prágában és Pozsonyban is dolgozott. 1989-től a Smena Kiadóban könyvkiadó-szerkesztőként, majd magazinokban (Fragment, OS, Civil Társadalmi Fórum) szerkesztőként dolgozott. Jelenleg szerkesztő a pozsonyi Kalligram Kiadóban.

## Munkássága
1985-ben debütált a Máš, čo nemáš versgyűjteménnyel. Munkáiban a valóság és az emberi létezés összetettségének és ellentmondásának felfedezésével, elemzésével foglalkozik. Műveiben szereplő karakterek harcolnak saját identitásukért a mai világban. Saját művei mellett lengyel, szlovén, szerb és horvát irodalomból fordított (Marcin Baran, Leszek Engelking, Darek Foks, Natasza Goerke, Witold Gombrowicz, Zbigniew Herbert, Tadeusz Konwicki, Jerzy Kronhold, Ryszard Krynicki, Ewa Lipska, Czesław Miłosz, Jacek Podsiadło, Tadeusz Różewicz, Jarosław Marek Rymkiewicz, Marcin Świetlicki, Adam Zagajewski, Danilo Kiš, Borislav Pekić, Aleš Debeljak, Edvard Kocbek, Bora Ćosić).
2003-ban megkapta a Zbigniew Dominiak-díjat, a lengyel költészeti alkotások szlovákul való kiváló fordításáért.

## Művei
- Máš, čo nemáš (1985) Megvan, ami nincs
- Ovocnejší strom (1989) Gyümölcsözőbb fa
- Spray, modrá mentalita (1998) Spray, kék mentalitás
- O nástrojoch, náradí a iných veciach vypustených z ruky (2004)  A szerszámokról, eszközökről és egyéb dolgokról, amelyek kiestek a kezéből
- Chiaroscuro (jegyzetek, leírások, 2009)
- Batéria (2014) Akkumulátor
- Platforma (2018) Az emelvény

### Antológiákban
- Mávnutie krídel. 42 slovenských haiku (2011)[1] A szárnyak hullámzása. 42 szlovák haiku
- Ako sa číta báseň (2013)[2] Hogyan olvass egy verset?

## Fordítás
- Ez a szócikk részben vagy egészben  a   Karol Chmel  című szlovák Wikipédia-szócikk ezen változatának fordításán alapul.  Az eredeti cikk szerkesztőit annak laptörténete sorolja fel. Ez a jelzés csupán a megfogalmazás eredetét és a szerzői jogokat jelzi, nem szolgál a cikkben szereplő információk forrásmegjelöléseként.